# Akó
Az akó egy európai eredetű űrmérték, amit ömlesztett szárazanyagok, illetve folyadékok mennyiségének jellemzésére használtak. Latin megnevezései: urna, tinna; német megnevezése: Eimer. Ma már elavult.
Az akó a mérték alapját jelentő dongás faedényt is megnevezi. Első magyar említése 1226-ból lelhető fel. Erdély kivételével az egész ország területén elterjedt. A 13. századig gabonamértékként is használták.  Később elsősorban borászati űrmértékként terjedt el. Borászati alkalmazása kapcsán  szőlőmértékként is használták. 
1 akó 12-112 icce, leggyakoribb azonban 1 akó = 64 icce váltás. 
Mai mértékegységben 1 akó 41,97 liter és 58,6 liter közé esett.
Híg űrmértékként a leggyakoribb alegységei:
- bécsi akó: (Fuder, Eimer) 1762-ig 58 liter utána 56,589 liter
- budai akó: 17. század végéig 53,72 liter, azután kb 1730-ig 54,94 majd 58,6 liter
- pesti, pozsonyi akó: 53,72 liter (A Pallas nagy lexikona szerint 50,8 l)

„Magyar akó” néven leggyakrabban a pesti, pozsonyi akót hivatkozták.